# Linea RER C
La linea RER C è un servizio del Réseau express régional, una delle due reti di servizio ferroviario suburbano che servono l'agglomerato della grande Parigi, in Francia. Con numerose ramificazioni, la linea è la più lunga dell'intera rete misurando 187 chilometri. Collega l'ovest parigino Pontoise (ramo C1), Versailles (ramo C5) e Saint-Quentin-en-Yvelines (ramo C7) con il sud Massy-Palaiseau (ramo C2), Dourdan (ramo C4) e Saint-Martin d'Étampes (ramo C6), così come Versailles — Chantiers (ramo C8) con un percorso pressoché circolare.
Si sviluppa attraversando 7 dipartimenti con 84 stazioni. La RER C è utilizzata da 500.000 viaggiatori al giorno.
Aperta al servizio in diversi tronconi dal 1979 al 2006, la linea C è interamente gestita dalla SNCF.

## Storia
L'idea di connettere le periferie sud-ovest aventi per terminale l'antica stazione di Orsay (trasformata in Museo d'Orsay) con la linea des Invalides avente per terminal la Gare des Invalides, distante meno di un chilometro, venne studiata diverse volte ma mai realizzata per la vicinanza delle due stazioni. Il primo progetto del RER dei primi anni sessanta non la prese più in considerazione. Di fatto questo collegamento, tutto lungo la riva sinistra della Senna senza incontrare alcun punto di interesse particolare, non venne ritenuto interessante.
Tuttavia l'idea venne ripresa in considerazione nel 1964 nel quadro dello schema delle direttrici di traffico della regione parigina e fu oggetto di studi. Questi dimostrarono che il collegamento avrebbe avuto il pregio di far scomparire due stazioni scomode e mal ubicate nella rete del servizio pubblico parigino e di creare una linea trasversale capace di smistare più omogeneamente i viaggiatori grazie alle numerose diramazioni. La creazione del collegamento «Orly rail» nel 1972 e la connessione delle linee 13 e 14 della metropolitana a Invalides resero ancora più logica questa idea. La vicinanza delle due stazioni, soltanto 841 metri, convinse ulteriormente a creare questa linea.
Il progetto del 22 gennaio 1975 portò all'inizio dei lavori entro la fine dell'anno. I lavori si svolsero a cielo aperto in una zona centrale con la presenza di diversi monumenti quali l'Assemblée nationale e il Quai d'Orsay, e dovettero coesistere con la necessità di limitare il disturbo al traffico automobilistico di superficie. Il nuovo collegamento comportò la trasformazione delle due stazioni da terminali a passanti. La linea venne completata nel 1980 e fu la base della trasversale riva sinistra dando origine alla RER C.

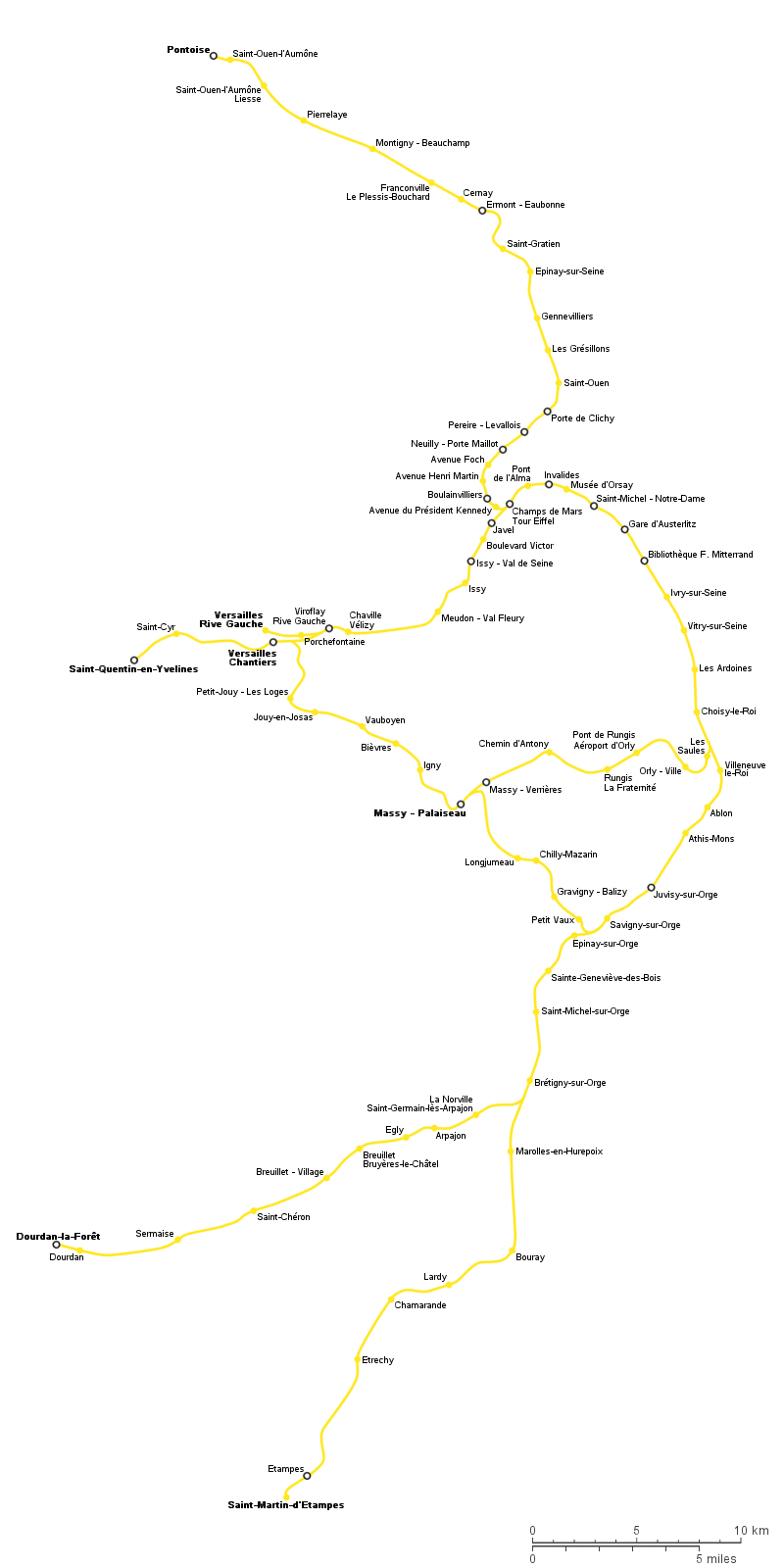
Percorso geograficamente accurato della Linea C